# Ostende-Wien-Express

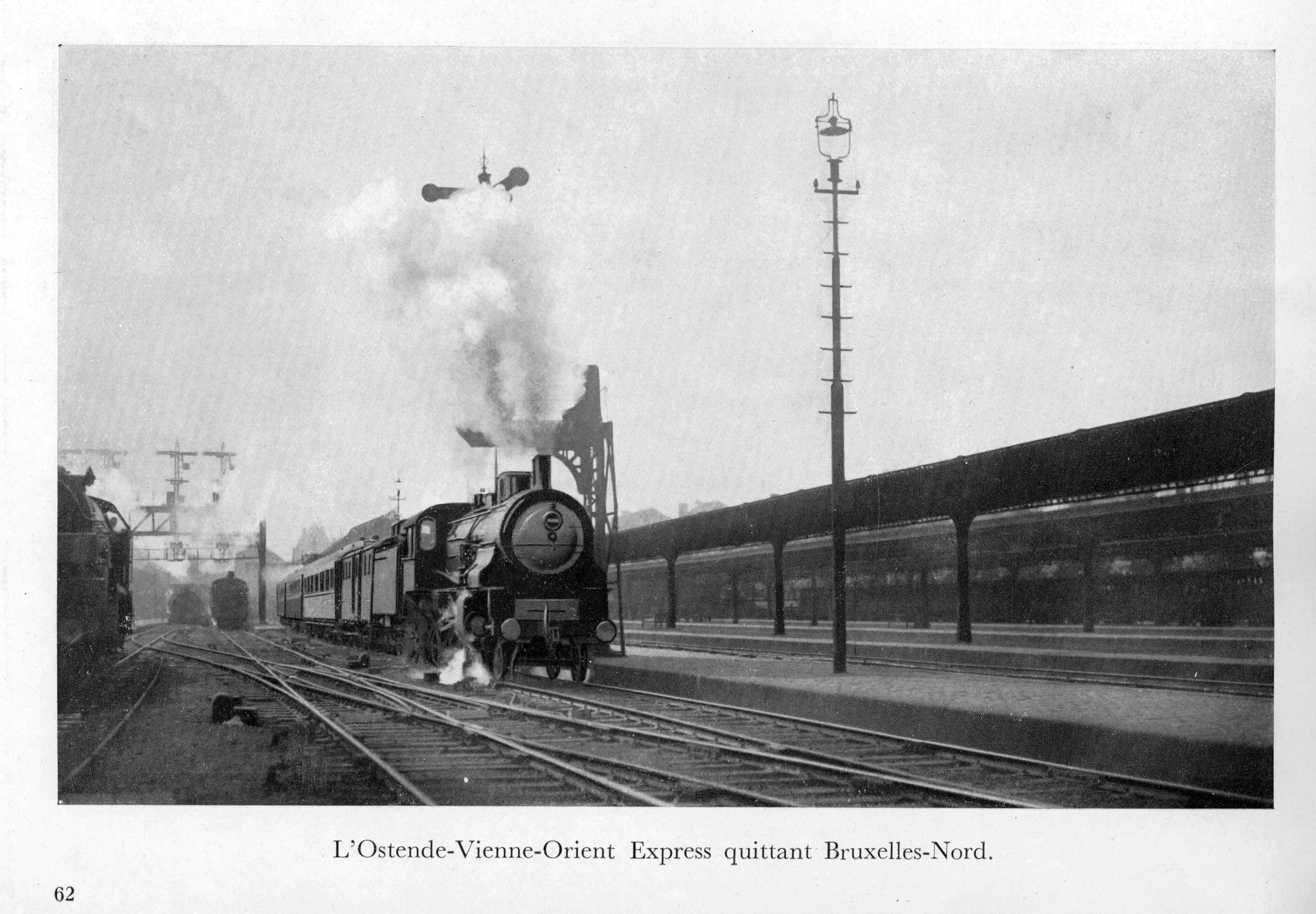
Der Ostende-Wien-Express bei der Ausfahrt aus dem Brüsseler Nordbahnhof in den 1920er Jahren

Der Ostende-Wien-Express war ein von 1894 bis 1993 zwischen Ostende und Wien verkehrender Luxuszug und später internationaler Schnellzug. In der Gegenrichtung wurde der Zug als Wien-Ostende-Express bezeichnet. Entsprechend Ostendes flämischem Namen erhielt er nach dem Zweiten Weltkrieg die Bezeichnung Oostende-Wien-Express. Mit seinen Kurswagen unter anderem für den Orient-Express stellte er eine der wichtigsten Zugverbindungen zwischen Westeuropa und dem Balkan dar.

## Luxuszug

Zugläufe von 1894 bis 1914 (Rot: Ostende-Wien-Express, Blau: Ostende-Karlsbad-Express (1), Ostende-Wien-Constantza-Express (2), Ostende-Wien-Triest-Express (3), Kurswagen zum Orient-Express nach Istanbul (4)

Der Ostende-Wien-Orient-Express von 1925 bis 1939

Der Ostende-Wien-Express wurde zum 1. Juni 1894 von der Internationalen Schlafwagen-Gesellschaft eingeführt und sollte vor allem britischen Fahrgästen einen direkten Anschluss nach Südosteuropa bieten. Wie alle Luxuszüge der CIWL in der Zeit vor dem Ersten Weltkrieg führte er nur die erste Wagenklasse und bestand ausschließlich aus Schlaf- und Speisewagen. Er verkehrte täglich auf dem Laufweg Ostende – Brüssel Nord – Köln Hauptbahnhof – Mainz Hauptbahnhof – Frankfurt (Main) Hauptbahnhof – Nürnberg Hauptbahnhof – Passau – Linz – Wien Westbahnhof. Geschäftsführende Verwaltung war die belgische Staatsbahn SNCB.
Ab Mai 1895 führte der Zug jeweils im Sommerfahrplan auch Kurswagen nach Karlsbad (im CIWL-Kursbuch als eigenständiger „Ostende-Karlsbad-Express“ bezeichnet), und ab Ende des Jahres wurde der Ostende-Wien-Express jeweils einmal pro Woche nach Triest und nach Constanța verlängert, wo Schiffsanschlüsse bestanden. An diesen Tagen wurde der Zug als „Ostende-Wien-Triest-Express“ respektive als „Ostende-Wien-Constantza-Express“ bezeichnet. Vertragspartner war hier der Österreichische Lloyd, der Schiffsdienste in Richtung Levante anbot. Ab 1897 kam ein Kurswagen nach Fiume hinzu. In Wien bestand jeweils bei allen Zügen Anschluss an den Orient-Express. Es kam in der Anfangsphase offensichtlich zu Qualitätsmängeln im Angebot: Wiederholte Klagen über ein mangelhaftes Angebot im Speisewagen und das nachlässige Personal in dessen Schlafwagen wurden erhoben.
Zum Sommerfahrplan 1900 erhielt der Ostende-Wien-Express erstmals Kurswagen mit direktem Übergang zum Orient-Express. Beide Züge fuhren gemeinsam ab Wien täglich bis Budapest, der Orient-Express führte an seinen Verkehrstagen bis Constanța bzw. Konstantinopel jeweils Schlafwagen von Paris und Ostende. Der bislang eigenständige Ostende-Triest-Express war aufgrund der schwachen Nachfrage nicht rentabel und wurde daher eingestellt. Es verblieb ein Kurswagen, der ab Wien in einem normalen Schnellzug der Südbahngesellschaft nach Triest geführt wurde. 1910 erhielt der Ostende-Wien-Express einen Kurswagen nach Bad Kissingen, dieser bewährte sich aber nicht und verschwand mit Ende des Sommerfahrplans 1910 wieder aus dem Kursbuch. Bereits ein Jahr zuvor hatte der Zug einen Schlafwagen nach München erhalten, der aber ebenfalls nur einen Sommer lang verkehrte. Die Bayerischen Staatsbahnen hatten auf den Fahrplankonferenzen wiederholt die Vereinigung von Ostende-Wien- und Orient-Express bereits in München beantragt, waren damit aber nicht erfolgreich gewesen.
Der Zug trug je nach Land und Bahnverwaltung unterschiedliche Nummern. In Belgien wurde er als L 50/51 geführt, die Preußischen Staatseisenbahnen bezeichneten ihn zunächst als L 10/9. Ab 1898 übernahmen sie die Nummerierung L 53/54, die der Zug bereits seit seiner Einführung in Bayern getragen hatte. In Österreich führte ihn die k.k. österreichische Staatsbahnen zwischen Passau und Wels unter mehrfach wechselnden Nummern, zuletzt ab 1911 als L 410/409, von Wels bis Wien dagegen von 1894 bis 1914 als L 8/7.
Während des Ersten Weltkrieges war er eingestellt und wurde erst am 6. Juni 1925 wieder in Betrieb genommen. Seit 1931 führte der Ostende-Wien-Express auch die (alte) zweite Wagenklasse. Zeitweilig wurde der Zug in der Zwischenkriegszeit auch als Ostende-Wien-Orient-Express bezeichnet. Während des Zweiten Weltkrieges war die Verbindung eingestellt.

## Schnellzug
Ab Herbst 1947 verkehrte der Zug wieder, führte nun alle drei Wagenklassen und in Deutschland die Bezeichnung FD 51/52. Später verkehrte er unter der Bezeichnung D 224/225. Er führte einen Kurswagen Budapest – Köln der Ungarischen Staatsbahn (MÁV) – so weit westlich damals eine Seltenheit in Zeiten des Kalten Krieges.
Im Jahre 1993 wurde der Zug in einen EuroNight-Zug umgewandelt und bekam dabei den neuen Namen „Donauwalzer“. Dieser wurde mit dem D 214/215 (später D 222/223) Amsterdam – München vereinigt. EN 224/225 hatte Kurswagen nach Amsterdam und D 214/215 (D222/223) hatte Kurswagen nach Bruxelles/Oostende. Das war auch für den Zoll interessant, da die Züge eine beliebte Schmuggelroute waren. Mitte der 1990er Jahre wurde der Abschnitt Bruxelles Midi – Oostende eingestellt.
Im Dezember 2002 wurde D 222/223 in einen CNL-Zug umgewandelt, und aus EN 224/225 „Donauwalzer“ wurde EN 324/325 „Donauwalzer“. Mit der Umwandlung wurde auch der Zuglauf verändert. Im Abschnitt Linz – Frankfurt fuhr der Zug nun über Salzburg – München.
Im Dezember 2003 wurde der EN 324/325 im Abschnitt Köln – Bruxelles Midi eingestellt, neuer Endpunkt war Düsseldorf. Dabei verlor das Zugpaar den Namen. Seit diesem Zeitpunkt gab es keine durchgehende Zugverbindung mehr zwischen Österreich und Belgien.
Seit 2019 verkehrt der Nightjet 424/50490 von Wien und Innsbruck nach Bruxelles Midi.

## Unfälle und Anschläge

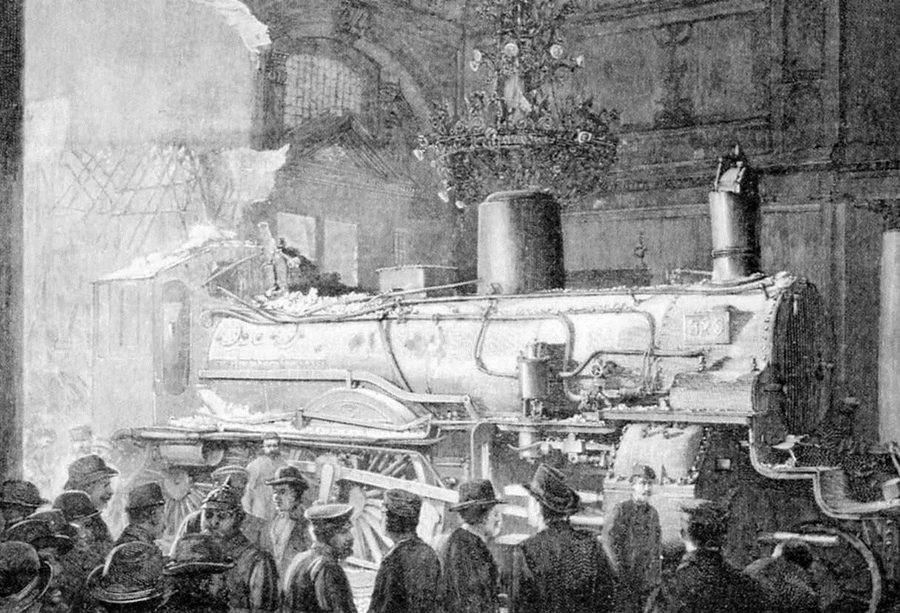
Lokomotive des Oostende-Wien-Express im Speisesaal des Frankfurter Hauptbahnhofs am 6. Dezember 1901

Am 6. Dezember 1901 fuhr der mit eineinhalb Stunden verspätete Zug mit versagender Bremse in den Frankfurter Hauptbahnhof ein. Die Wagen entkoppelten sich zum Glück, als die Lokomotive zunächst den Prellbock des Kopfbahnhofs überfuhr und anschließend die gegenüberliegende Wand auf der anderen Seite des Querbahnsteigs durchbrach. Sie kam – leicht zerbeult – mitten im Restaurant erster und zweiter Klasse, inmitten der zum Frühstück gedeckten Tische zu stehen. Niemand wurde verletzt, da der Unfall morgens um 5 Uhr passierte. Der unversehrte Zug konnte seine Fahrt mit einer neuen Lokomotive fortsetzen. Ein Teil der Fahrgäste hatte das Ereignis überhaupt nicht bemerkt. Das Foto dieses Unfalls mit der Lokomotive im Speisesaal wurde sehr bekannt und vielfach abgebildet.
Am 29. oder 30. Dezember 1906 fuhr der Zug bei Kalscheuren auf einen Güterzug auf, weil der Lokomotivführer wegen des Nebels ein „Halt“ zeigendes Signal überfuhr.
Am 10. April 1934 fuhr der Ostende-Express zwischen 1:15 und 1:40 Uhr (die Quellen machen unterschiedliche Angaben) im österreichischen Linz in Richtung Wels ab. Nahe Oftering entgleiste der Zug zwischen den Ortschaften Niederbachham und Mitterbachham (48° 13′ 18,6″ N, 14° 8′ 23,6″ O) bei einer Geschwindigkeit von etwa 90 Kilometer pro Stunde, die Lokomotive und die drei folgenden Postwagen stürzten eine zweieinhalb Meter tiefe Böschung hinab und schoben sich ineinander. Dabei kam der Heizer Ludwig Ranzenberger ums Leben, 16 Postarbeiter wurden teils schwer verletzt. Der Rest des Zuges kam auf der Strecke zum Stehen. Zwei Männer, der Hilfsarbeiter Alois Strigl (* 1894) und der Fabrikarbeiter Josef Scheinecker (* 1897), hatten ein 25 Meter langes Schienenstück entfernt und so den Unfall ausgelöst. Sie wollten den Zug entgleisen lassen, um dann die Geldsäcke der Postwagen zu rauben, was ihnen jedoch wegen der zahlreichen Zugbegleiter und Passagiere, die an der Unfallstelle herumliefen, nicht gelang. Sie flüchteten ohne Beute. Erst 1936 wurden Strigl und Scheinecker im Zusammenhang mit einem weiteren Anschlag in Kematen an der Krems gefasst. Es wurden ihnen eine Reihe weiterer Verbrechen nachgewiesen, darunter mehrere Mordversuche sowie verschiedene Sprengstoffanschläge, die sie als nationalsozialistische Parteigänger verübt hatten. Strigl und Scheinecker wurden zum Tode verurteilt und am 8. Januar 1937 im Landesgericht Linz am Würgegalgen hingerichtet.
Am 27. Mai 1983 entgleiste der Ostende-Wien-Express in Königsdorf auf der Bahnstrecke Aachen-Köln, wobei sieben Menschen getötet und 24 weitere zum Teil schwer verletzt wurden. Unglücksursache waren Ausschwemmungen und Abrutschen von Erdreich aus der Böschung des Einschnitts im Bereich des früheren Königsdorfer Tunnels. Die Lokomotive und mehrere Wagen entgleisten, nach einigen hundert Metern wurde die Lokomotive in der Einfahrtweiche des Bahnhofs abgelenkt und prallte zusammen mit dem ersten Wagen gegen eine Straßenbrücke. Einer der nachfolgenden Wagen wurde durch die Wucht des Aufpralls mittig umgeknickt.

## Kulturelle Rezeption
Der Ostende-Wien-Express ist nicht in einem dem Orient-Express oder dem Nord-Express vergleichbarem Umfang in die Literatur oder die darstellende Kunst eingegangen. Schriftsteller und Künstler fassten den Zug vielfach unter dem allgemeinen Oberbegriff des Orient-Express zusammen. Dies ist beispielsweise bei dem 1932 entstandenen Roman Orient-Express von Graham Greene (im Original: The Orient Express oder Stamboul Train) der Fall, dessen Schauplatz tatsächlich der damalige Ostende-Wien-Orient-Express ist. Auch der Unfall von 1901 wurde oft dem Orient-Express zugeschrieben, der fahrplanmäßig nie über Frankfurt am Main fuhr.
Dagegen spielt Caught on a Train, ein britischer Film aus dem Jahr 1980 tatsächlich im Ostende-Wien-Express. In Klaus-Peter Walters Sherlock-Holmes-Pastiche Sherlock Holmes und der Golem von Prag reisen Sherlock Holmes und Dr. Watson 1912 von London über Ostende nach Wien, um eine Staatsangelegenheit für Holmes’ Bruder Mycroft in Prag zu klären und nebenbei Franz Kafka zu treffen. Die Fahrzeiten im Roman entsprechen nur ungefähr dem tatsächlichen Fahrplan im Jahre 1912.